# Ludovico Podocathor
Ludovico Podocathor (1429 - 1504) là một Hồng y người Síp của Giáo hội Công giáo Rôma. Ông từng đảm trách chức vụ Tổng giám mục chính tòa Tổng giáo phận Benevento, thuộc Italia. Trước khi được vinh thăng Hồng y, và thuyên chuyển đến vị trí Tổng giám mục, ông từng giữ vai trò là Giám mục chính tòa Giáo phận Capaccio, cũng thuộc đất nước Italia.

## Tiểu sử
Hồng y Ludovico Podocathor sinh năm 1429 tại Nicosia, thuộc Tổng giáo phận Nicosia, thuộc Síp. Sau quá trình tu học dài hạn tại các cơ sở chủng viện theo quy định của Giáo luật, Phó tế Podocathor cũng tiến đến việc được truyền chức linh mục như bao giáo sĩ khác.
Sau quá trình phục vụ lâu dài trên cương vị là một linh mục, ngày 14 tháng 11 năm 1483, tin tức loan báo từ Tòa Thánh rằng Giáo hoàng đã quyết định tuyển chọn linh mục Ludovico Podocathor, 54 tuổi, gia nhập vào Giám mục mục đoàn, cụ thể với vị trí Giám mục chính tòa Giáo phận Capaccio, thuộc Italia.
Sau gần mười bảy năm thi hành các tác vụ của một giám mục, ngày 28 tháng 9 năm 1500, qua một Công nghị Hồng y, Giáo hoàng vinh thăng Giám mục Ludovico Podocathor tước vị danh dự Hồng y, với danh hiệu Hồng y đẳng linh mục Nhà thờ Sant’Agata de’ Goti. Tân Hồng y cũng đã nhanh chóng đến nhận nhà thờ hiệu tòa của mình sau đó vào ngày 5 tháng 10.
Ba năm sau khi được thăng Hồng y, ngày 20 tháng 1 năm 1503, Giám mục Ludovico Podocathor được thông báo được Tòa Thánh thuyên chuyển đến nhiệm sở mới, làm Tổng giám mục chính tòa Tổng giáo phận Benevento, thuộc Italia. Sau đó ít lâu, Giáo hoàng qua đời, ông cũng là một trong số các hồng y tham dự Mật nghị Hồng y bầu chọn tân Giáo hoàng vào tháng 9 năm 1503.
Ngày 8 tháng 1 năm 1504, chức danh của vị Hồng y già được thay dổi thành Giám quản Tông Tòa Tổng giáo phận Benevento. Hồng y Ludovico Podocathor qua đời không lâu sau đó vào ngày 25 tháng 8 năm 1504 tại Milan, thuộc Tổng giáo phận Milan, thọ 75 tuổi, được chôn chất tại Nhà thờ S. Maria del Popolo, Roma, Giáo phận Roma.